# Hans Baier (Beamter)
Hans Baier, zeitgenössisch auch Hanß Baier u. ä., war ein leitender kursächsischer Beamter. Er ist in den Jahren zwischen 1554 und 1560 als Amtsschösser des Amtes Schellenberg im Erzgebirge nachweisbar.

## Leben und Wirken
Die Biografie von Hans Baier wurde noch nicht intensiver erforscht. 1554 war er Teilnehmer beim Armbrustschießen in Dresden. Dabei sorgte er mit einem Mummenschanz für Aufsehen, denn er parodierte eine katholische Prozession. Bereits zuvor war Hans Baier für kurzweilige Possen in der Öffentlichkeit bekannt geworden.
1560 wurde er als Amtsschösser vom Kurfürsten von Sachsen zur finanziellen Klärung des Verkaufs des Gutes Gornau eingesetzt, nachdem es zwischen Käufer und Verkäufer, Caspar von Kürbitz und Hans von Reinsberg, Zahlungsschwierigkeiten gab.